# Deus da Minha Vida
"Deus da Minha Vida" é uma canção escrita e gravada pelo cantor Thalles Roberto, presente no álbum Na Sala do Pai, lançado em 2010. Foi produzida pelo próprio cantor.
Elogiada pela crítica especializada, "Deus da Minha Vida" une elementos eletrônicos numa canção pop rock com sua letra poética. Se tornou o principal hit do cantor, sendo regravada no álbum Uma História Escrita pelo Dedo de Deus gravado ao vivo e registrado nos formatos CD e DVD e fazendo o cantor conhecido no cenário nacional.[carece de fontes?]
"Deus da Minha Vida" recebeu uma versão em videoclipe, dirigida por PC Júnior. As cenas foram gravadas no Rio de Janeiro, onde o músico cantor ao ar livre e interagiu com as pessoas.
A canção foi regravada por vários intérpretes, como o cantor Felipão, que a registrou em forró no disco É Desse Jeito.
"Deus da Minha Vida" foi indicada em diversas categorias no Troféu Promessas, dentre elas Melhor música, a qual foi finalista e Melhor clipe. Felipão também concorreu com a canção em Melhor música em 2012, no mesmo prêmio.